# Parnos

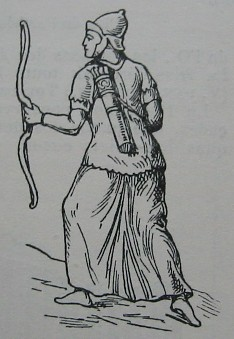
Imagen alusiva a un guerrero parno con un arco y flechas.

Los parnos o aparnos fueron un pueblo escita iranio oriental del Ocos, valle del río (Tajen/Tajend), al sureste del mar Caspio. Los parnos fueron una de las tres tribus de la confederación de los dahes.
- parni o aparni (en latín).
- parnoi o aparnoi (en griego).

## Contexto histórico
Durante siglos, en la estepa centro-asiática vivieron tribus nómadas. Estas tribus, al ser nómadas, vagaban por las planicies, atacando de vez en cuando las tierras más urbanizadas al sur, este y oeste.
Una de estas tribus fue la de los parnos. Son desconocidos antes del siglo III a. C. El país donde vivían, a lo largo del río Sir Daria, estaba ocupado por una tribu a la que los persas llamaban dajá (literalmente ‘ladrones’). Es probable que esta tribu desapareciera tras la caída del Imperio aqueménida. Los nuevos gobernantes, reyes de la dinastía seléucida, nunca fueron capaces de controlar por completo Sogdiana (lo que actualmente son Uzbekistán y Turkmenistán). Quizás los parnos aparecieran en escena en este período. Se cree que el primer rey parto, Arsaces I, era de origen parno. En cualquier caso, los nómadas empezaron a moverse hacia el sur, a los países conocidos como Bactria, Aria y Partia.

## Conquista y asentamiento
El rey seléucida Antíoco I Sóter (280-261 a. C.) fue el primero en tomar medidas. Se sabe que refundó una ciudad en Margiana que hasta ese momento se conocía como Alejandría al haber sido fundada por el macedonio Alejandro Magno o por su general Crátero en el 328 a. C., y que a partir de ese momento se denominaría Antioquía. Este asentamiento militar tenía como objetivo proteger a Irán de los ataques e incursiones de nómadas, como los parnos.
Sin embargo, esto no fue suficiente. En el 245 a. C., el sátrapa de Partia, llamado Andrágoras, se rebeló contra el rey Seleuco II Calínico, quien acababa de ascender al trono. Aprovechando la confusión, los parnos atacaron y tomaron el norte de Partia, probablemente en 238 a. C.
En 235 a. C., un príncipe parno llamado Tirídates I se aventuró más al sur, conquistando el resto de Partia. El contraataque organizado por Seleuco acabó en desastre, y los parnos se hicieron así mismo con el control de Hircania.
Desde ese momento, los parnos serían conocidos como partos. En los años siguientes, los reyes partos reconocerían a los seléucidas como sus superiores, pero bajo Mitrídates I (171-138 a. C.), los partos conquistaron Media, Babilonia y Elam. El imperio parto habría de perdurar hasta el siglo III d. C., cuando fue sucedido por los sasánidas.